# 호원동
호원동(虎院洞)은 대한민국 경기도 의정부시에 위치한 법정동이다. 호원1동, 호원2동 행정동으로 구분되어 관리된다.

## 개요
호원동은 서울시와 인접한 시의 관문으로 회룡역과 망월사역 두개의 1호선 전철역과 국도3호선이 통과하고 있고, 5개의 자연부락과 22개의 아파트 단지가 형성되어 주민생활에 알맞은 주거환경이 조성되어 있다. 동쪽으로는 중랑천을 사이에 두고 장암동과 경계를 이루고 있으며, 서쪽으로는 도봉산이 펼쳐져 있는 의정부시의 최남단 동이다.

## 아파트
| 단지명                 | 건설사       | 시행사       | 주소             | 입주        | 비고 |
| ---------------------- | ------------ | ------------ | ---------------- | ----------- | ---- |
| 호원 아이파크          | 현대산업개발 | 현대산업개발 | 평화로150번길 26 | 2003년 11월 |      |
| 호원 신일유토빌        | 신일건업㈜   | 신일건업㈜   |                  | 2003년 4월  |      |
| 호원 신일유토빌 플러스 | 신일건업㈜   | 신일건업㈜   |                  | 2004년 11월 |      |
| 호원 한승미메이드      | 한승건설㈜   | 한승건설㈜   | 신흥로 57-14     | 2006년 12월 |      |

## 교육
- 회룡초등학교
- 호암초등학교
- 의정부호원초등학교
- 호원중학교
- 호원고등학교
- 회룡중학교
- 의정부호동초등학교
- 신한대학교

## 교통
- 회룡역
- 망월사역
- 범골역